# Histoire de la notion de handicap
 (novembre 2021).
Il convient de rappeler que le handicap possède une définition internationale précise, rédigée par l'organisation mondiale de la santé en 1980, et actualisée en 2001. Une définition fut retranscrite, en droit français, en 2005.
L'histoire de la notion de handicap répertorie toutes les notions et les situations qui, au fil du temps, ont pu être assimilées à un handicap. Cela recouvre ainsi des entendements exprimés sur le sujet bien au-delà du cadre d'acceptation du mot actuel. Ainsi, jusque dans les années 1980, cette notion de handicap englobait encore, dans le langage courant, la marginalité, la pauvreté, la délinquance.
Il y eut dans l'histoire, trois approches dans la prise en charge du « handicap ». Ces approches ne peuvent être complètement découpés en périodes. Elles se chevauchent et se superposent : 
- celle de la charité au travers de la religion mais aussi sous la forme moderne du legs ou de don à une fondation[2] ;
- celle du contrôle social et de l'exclusion par l'intervention politique et publique dès le Moyen Âge puis au cours du XVIIe siècle[3] et jusqu'au XXe siècle dont à Clermont de l'Oise[4] ;
- celle du management et de l 'ingénierie financière et sociale pilotée par l'état et les fondations en particulier aux États-Unis (situation actuelle)

## Antiquité
On[Qui ?] peut retracer dans ce mode de fonctionnement la mythologie et la religion, qui justifiait l’ordre de la société. Les légendes et les contes sont le reflet de mythes parfois très anciens depuis la période antique. Les sorcières, les chamans, les magiciens(es). À la fois guérissent (magie blanche) et jettent des sorts (magie noire). Ce qui caractérise tout particulièrement l'image de la sorcière c'est que ce sont des femmes souvent âgées et handicapées. Elles ont fait l'objet d'une violente répression (de l'Église mais pas seulement) durant plus de cinq siècles au Moyen Âge jusqu’au XVIIe siècle.
Le handicapé est à la fois celui qui communique avec les dieux et le monstre représentant des enfers. Cette image ambivalente rappelle celle de Baba Yaya nourrice ou méchante sorcière? dans les contes russes, celle de la mère de la femme . La Baba Yaga est une femme âgée laide et parfois aveugle dans certains contes. Cette dimension populaire très ancienne de l'image de la mère s'est répercutée dans le débat récent sur le rôle de la psychanalyste dans la prise en charge des troubles autistiques.
En Mésopotamie, la découverte d'une tablette en écriture cunéiforme datant de 2800 av. J.-C. met en évidence une perception du handicap. Sur cette tablette, il parle de « monstres » par défaut, par excès ou encore par des doubles.
Dans la mythologie grecque, Héphaïstos, selon les sources, est le fils d'Héra et de Zeus. Il est habituellement représenté sous les traits d'un forgeron boiteux. Lorsqu'elle lui donne le jour, elle le trouve si laid qu'elle le jette en bas de l'Olympe, et c'est de cette chute que daterait sa claudication. C’est aussi le cas d’Œdipe. Exposé par son père, roi de Thèbes car né d’une alliance impossible, avec un pied difforme, il est chassé pour écarter le malheur de la cité. Dans Œdipe roi, Œdipe devient, en résolvant l'énigme du Sphinx, roi de Thèbes en épousant sa mère Jocaste. De ce fait Thèbes est touchée par la peste. Pour permettre que l'ordre se rétablisse dans cité, Il lui faut se crever les yeux et quitter Thèbes. Pour René Girard Œdipe en tant que Roi et doublement handicapé a une dimension politique. Par sa cécité, il se sacrifie pour que la cité puisse vivre en paix.
Chez les Grecs et chez les Romains, le sort des personnes handicapées est fonction de l'atteinte ; ceux-ci faisaient une distinction entre difformité et maladie sans incidence physique. De plus, le sort réservé aux enfants dont le handicap n'était pas visible, c'est-à-dire pour les enfants atteints de troubles mentaux, n'était pas le même que pour les enfants atteints d'un handicap physique. Sur décision des responsables de la cité, les enfants difformes étaient alors emmenés hors de la cité pour être exposés, et pour les laisser mourir, au bon vouloir des dieux. Cependant, le libre arbitre du père ou de la mère influençait le destin de l'enfant. Celui-ci conduisait à le garder ou à le rejeter. Dans ce dernier cas, l'enfant était jeté aux ordures, où il mourrait peu de temps après.
Ainsi, les Spartiates exposaient leurs nouveau-nés difformes au pied du mont Tégétus. Leur difformité était codifiée et avait un sens, elle représentait la colère des dieux. Dans la littérature athénienne, Platon et Aristote envisagent l’élimination des enfants qui naissent mutilés, ou aveugles et sourds.
Les Romains, eux, se donnaient l'autorisation de tuer les enfants, mais à condition que ce soit fait dans les huit jours suivant la naissance, après quoi ce dernier était pris en charge par l’État dans une institution. À cette époque, une loi recommandait d'exterminer les enfants « monstrueux ». Ce n'est qu'au VIIe siècle que la pratique de l'exposition des enfants fut interdite par la loi. (pater familias)
Dans la religion hébraïque, il était interdit à l’individu souffrant d’infirmité de s’approcher des lieux de culte. Le handicap apparaissait comme une impureté. En effet, dans le livre du Lévitique, qui traite de la caste sacerdotale, les fils de prêtres nés infirmes sont interdits de culte.
Vers les VIIe et Ve siècles av. J.-C., les textes sacrés commencent à réintégrer l’infirme à l’ordre du sacré en insistant sur le lien de fraternité. C'est le cas du Nouveau Testament, Jésus guérit les aveugles, les paralytiques, les malades (il est aussi le Roi des juifs qui se sacrifie pour sauver l'humanité). L'invalidité ne serait pas une souillure du corps mais la conduite vis-à-vis de l’autre, qui est une des présences possibles du divin. Cependant, l’équilibre exclusion/intégration sociale étant brisé, le seul principe de charité participe à l’intégration de l’infirme.
Dans le Coran ou la Bible, les infirmes sont interdits de combat. Il n’est alors pas question d’impureté mais d’incapacité. Tout le reste leur est autorisé. En fait, la Bible et le Coran n'abordent que très peu la question du handicap.
Le handicap est ainsi souvent le signe de la colère des dieux à l’égard des hommes durant le début de l'Antiquité.

## Moyen Âge
Dès le haut Moyen Âge, la charité est l'apanage des monastères et des ordres religieux. À compter du XIIe siècle, les premières confréries de pénitents sont fondées sous l'autorité des évêques. Les pénitents sont des paroissiens (laïcs) pieux, bourgeois, dont la fonction est de faire la charité et d'organiser l'enterrement des plus pauvres de leur paroisse.
Au Moyen Âge, le handicap est assimilé dans la catégorie des indigents et déviants (voleurs, vagabonds, pauvres,). Certaines personnes, dont les nains, bossus, fous, ont paradoxalement le droit à une plus grande liberté. On leur accorde un statut particulier. L'idiot du village n'est pas rejeté par la communauté mais il est à une place à part.
Le Roi guérit les écrouelles. Par ces guérisons, il perpétue les miracles du Christ. Cet acte de guérison confirme la puissance divine du Roi. Mais, pour guérir, il faut des malades. Donc comme en Inde ces malades ont pour rôle de communication avec le sacré. Cette guérison miraculeuse existe toujours dans la religion catholique.
La lèpre est à la fois une stigmatisation et l'exclusion totale de la société. La léproserie va permettre cette exclusion dans un lieu socialement fermé et va servir de modèle à celui de l'hôpital général au XVIe siècle (Michel Foucault, Histoire de la folie à l'âge classique).
Il existe deux images type du pauvre, celui de l'indigent que l'on connaît, socialement accepté, qui peut bénéficier de la charité chrétienne (conseils de fabrique et pénitents, des paroisses, hospices (hospice de Beaune)) et celui du déviant, assassin, voleur (la cour des miracles, les grandes compagnies, les routiers) et qui s'il est pris est mis en prison, voire condamné à la roue ou pendu.

## Ancien Régime
Après le concile de trente, à la demande de l'Église, chaque paroisse dans le monde catholique se dote de fabrique. Ce sont des paroissiens qui sous l'autorité du curé sont chargés des biens de la paroisse et aussi de la charité envers les plus pauvres. Comme les pénitents les fabriques seront dissoutes lors de la vente des biens d'église, mais reconstituées par le concordat. La fabrique sous l'ancien régime (maintenue en Alsace Lorraine)  gère le casuel destiné à l'entretien de l'église, l'aumône étant l'acte de charité pour les pauvres. Le fou du roi a une place particulière. Il peut se permettre de dire au roi des paroles sarcastiques puisqu'il est fou (sans doute n'est pas handicapé). Le peintre Velasquez dans la menine nous montre la place particulière d'une naine dans la famille royale.
Comme au Moyen Âge, la notion de handicap, d'invalidité, de marginalité n'est pas différenciée. Si l'époque moderne apparaît dans une certaine continuité avec l'époque précédente, on constate cependant une nette rupture vers la fin de l'époque moderne dans un grand nombre de domaines (médecine, biologie) des sociétés européennes.
Les premières interventions étatiques autour de pauvreté et du handicap remontent à la création de l'hôpital prison de Bicêtre sous Louis XIII puis il est rattaché par Louis XIV au XVIIe siècle, à  l'hôpital général qui est plus un lieu privatif de liberté et contrôle du vagabondage que de soins. La création en 1670 de l'hôtel des Invalides par Louis XIV, est faite pour les anciens soldats et les mutilés de guerre.
Toutefois, dès cette époque, la médecine, en Italie tout particulièrement au XVIIe siècle, évoque la notion de rémission et guérison(même si elle ne distingue pas la notion de maladie mentale et de handicap mental en utilisant le terme générique de fou)
Au XVIIIe siècle, la médecine cherche à aider les personnes handicapées. L’abbé de l’Épée aide les malentendants et les sourds, Denis Diderot se consacre aux aveugles, Valentin Haΰy crée la première école pour les personnes atteintes de cécité. Un sujet abondamment discuté à l'époque, des opérations chirurgicales permettant de rendre la vue à certains aveugles de naissance. Au même moment le discours médical va rationaliser l'enfermement des personnes dites anormales .
Cependant, certains deviennent encore de véritables curiosités de foire, pratique d’exhibition autant pour le milieu médical que le grand public.

## Époque contemporaine
Le bureau de bienfaisance est l'émergence d'une législation du droit des pauvres et du devoir d’assistance au moment de la révolution.
La notion de psychiatrie émerge au XIXe siècle au moment où Philippe Pinel libère les fous de leur chaine à Bicêtre.
Louis Braille est l’inventeur d’un système d’écriture tactile à points saillants, à l’usage des personnes aveugles ou fortement malvoyantes (ou amblyopes).
L'amblyopie et la cécité sont aujourd'hui aidées par des aides techniques informatiques et orthoptiques qui permettent une bonne intégration des personnes aveugles.
Les personnes atteintes de surdité congénitale ont subi jusque dans les années 1970-1980 une éducation basée sur l'oralité.
Actuellement, elle[Qui ?] considère leur handicap comme une culture de la langue des signes 
Cette approche a une dimension communautaire d'éducation par les pairs.
Ce type d'approche est à l'origine de la prise en charge partielle ou totale (le care) par la famille ou les parents dans leur rôle d'aidant ou/et par des associations de parents,, et des malades eux-mêmes,.
Cette approche par la communauté de destin (les pairs) va émerger après mai 68 au travers du mouvement "les handicapés méchants". Ils vont évoluer vers le "Collectif Luttes et handicaps pour l'égalité et l'émancipation ". Ce sont des personnes qui militent pour l'inclusion, pour des droits identiques à ceux des valides, sur tous les aspects de la vie sociale y compris pour le droit à une vie sexuelle (sans assistance sexuelle rétribuée).
Ils recrutent essentiellement parmi des personnes atteintes de difficulté motrice. Leur lutte majeure est contre la ségrégation et la vie en institution des personnes avec un handicap, y compris contre l'APF (l'APF milite aussi pour l'inclusion).
La prise en charge moderne du handicap mental en France commence au Kremlin Bicêtre avec Édouard Seguin au XIXe siècle
La prise en charge scolaire et éducative se fait alors au sein de l'hôpital psychiatrique puis, avec l'école obligatoire, au sein des classes de perfectionnement, à partir de 1905.
Pour les handicapés profonds, la seconde moitié du XIXe siècle est marquée par la relégation à l'asile. Durant cette période, le redressement moral passe par l'éloignement à la campagne, et si possible le travail agricole dans les colonies annexes de l'hôpital.
Le plus grand asile d'Europe accueille 5000 malades et occupe une superficie de 450 hectares. La colonie agricole se situe à Fitz-James à quelques kilomètres de Clermont (le savoir-faire professionnel des malades est « judicieusement » utilisé. L'établissement connaît une longue période de prospérité jusqu'aux environs de 1880).
Pour les déviants, délinquants mineurs, c'est l'enfermement à la Petite Roquette  et également la relégation dans les colonies pénitentiaires. On trouve dans ces lieux d'enfermement à la fois des mineurs délinquants mais aussi des jeunes déficients mentaux. (Colonie de Mettay).
Sur le même site, l’association « La Paternelle » installe en 1953 un institut médico-professionnel accueillant des jeunes garçons déficients intellectuels et des jeunes en grande difficulté « en vue de leur protection, l’éducation et la réadaptation des jeunes en danger moral, inadaptés, et handicapés ». Elle y gère aujourd'hui un dispositif ITEP mixte.
Pour lutter contre le crétinisme, en 1821, Jean-François Coindet découvre l'effet thérapeutique de l'iode, et le chimiste Jean-Baptiste Boussingault est le premier à suggérer, dès 1825, que le déficit en iode pourrait être la cause du goitre endémique (crétin des alpes).
Au XIXe siècle se met en place les premières sociétés de tempérance (Boston en 1826 ) en même temps qu'augmente la consommation d'alcool. Le buveur est considéré comme responsable de sa démence alcoolique, cette démence le conduit à l'enfermement psychiatrique.
La syphilis, qui ne peut être guérie, conduit aussi à la démence. De ce fait, ces malades sont considérés responsables de leur maladie (Friedrich Nietzsche : neurosyphilis).
La loi de 1898 sur les accidents du travail met à la charge de l'employeur une assurance permettant le versement d'une indemnisation au titre des infirmités acquises dans le cadre du travail (accident du travail et maladie professionnelle). La loi de 1957 (Loi no 57-1223 du 23 novembre 1957 sur le reclassement professionnel des travailleurs handicapés) élargie les personnes bénéficiant de la reconnaissance de la qualité de travailleur handicapé (RQTH).
Après la Première Guerre mondiale, en 1918, la question du handicap est posée de façon majeure avec les séquelles qui résultent de la guerre. Le terme d’infirme, passe à invalide que l’on considère alors comme étant moins dévalorisant,.

### Discrimination, eugénisme et euthanasie
Le fait que l'autre soit différent, étrange, dissemblable conduit à son exclusion, par des actes allant jusqu'à des actions qui expriment une violence extrême. Les personnes qui portent un handicap ont subi de telles violences mais il faut reconnaître que ce ne furent pas les seuls groupes discriminés et violentés (un bon indien est un indien mort ou la découverte des tombes anonymes des Pensionnats pour Autochtones au Canada).
Pour René Girard la violence mimétique est le moteur du rejet de l'autre, l’homéostasie du groupe (la société) étant en crise émotionnelle. Le groupe fait du dissemblable le bouc émissaire grâce à qui tous les identiques peuvent se retrouver ensembles. Le bouc émissaire permet de dépasser la crise émotionnelle du groupe par le meurtre [pas clair].
Pour le groupe qui discrimine, il est important que la victime prenne conscience de sa faute, de son infériorité c'est la première étape, de la contrition la seconde est la réhabilitation, la réadaptation. Kafka nous donne un parfait exemple de cette transformation dans son roman la métamorphose la troisième étape est  décrite dans son ultime roman : le procès comment Mr K est conduit à la mort puisque jusqu'au bout, car il sait qu'il est innocent [pas clair].
Les effets de la discrimination sont de deux ordres :
- violence de la part des normaux pour obtenir la contrition, la repentance l'attrition du pécheur, du coupable. (tous des termes religieux).
- La rééducation[Laquelle ?] qui peut être douce avec une éthique du respect de l'autre (métiers de la rééducation) ou d'une violence extrême comme en Chine dans les camps de rééducation. En fait la marge est étroite. Il fut un temps ou la violence était considérée comme normale pour éduquer (colonie de Mettray) Sans la violence physique la colonie psychiatrique à Fizt-James de Clermont de l'Oise a un projet proche  de la conception de la colonie pénitentiaire, Celle que décrivent Gustave de Beaumont et Alexis de Tocqueville. Ils vont aux États-Unis, ils examinent les systèmes d' Auburn et de Philadelphie . C'est le système d' Auburn qui sera choisi dans les colonies pénitentiaires en France et réutilisé partiellement en psychiatrie : Réhabilitation par le travail, système du pécule en psychiatrie. (Le pécule en prison, est l'argent donné par l'administration à la sortie de prison)  
L’influence du mouvement eugéniste sur la législation s’est traduite par la mise en place de programmes de stérilisations contraintes à la fin du XIXe siècle. Les États-Unis mettent en place un programme officiel de stérilisations, dans le cadre d'une idéologie eugénique, représentée par Madison Grant et d'autres. Le programme visait d'abord les retardés mentaux et personnes sujettes à des troubles psychiques. De plus, certains États s'en prennent aussi aux sourds, aux aveugles, aux épileptiques et aux victimes de malformations congénitales.
Pendant l’entre-deux-guerres, lors de la phase de l'expansionnisme du Japon Showa, les gouvernements nippons successifs mirent en place des mesures visant la stérilisation des handicapés mentaux et physiques, dont notamment une Loi nationale sur l'Eugénisme,.
Plusieurs États européens votent à leur tour des textes similaires : la Suisse en 1928, le Danemark en 1929, la Norvège et l’Allemagne en 1934, la Finlande et la Suède en 1935, l'Estonie en 1937,. La plupart des pays protestants furent touchés. Au Royaume-Uni, le secrétaire d'État (Home Secretary) Winston Churchill mit en place une clause instaurant la stérilisation contrainte dans le Mental Deficiency Act de 1913.
Dans les années 1930, le cinéma américain dans La Monstrueuse Parade, notamment, permet de voir comment on a représenté les personnes handicapées : mises à l’écart parce qu’elles sont considérées comme monstrueuses. Elle constitue une figure pour effrayer ou apitoyer le public.
Hitler au pouvoir, en 1934, les malades mentaux et physiques sont stérilisés puis assassinés au début de la Seconde Guerre mondiale au travers du projet Aktion T4 [pas clair]. Les infirmes mettent en péril la pureté de la race, considérée comme le modèle, l’idéal à atteindre, la normalité qui exclut toutes différences. Ces crimes ont été le prélude la Shoa.
Avant l'arrivée d'Adolf Hitler au pouvoir, une majorité de scientifiques et une large partie de la classe politique allemande étaient favorables à l’eugénisme. Hitler s'est  inspiré de l'eugénisme américain, notamment de The International Jew. The world's Foremost Problem de Henry Ford.

En France, en psychiatrie, il y a la mort de 40 000 malades et handicapés mentaux, « ces bouches inutiles »[réf. souhaitée] ne sont plus nourries. Par exemple, à Clermont de l'Oise, le nombre de malades accueillis passe de 4 444 en 1939 à 2 335 en 1945. Lucien Bonnafé, psychiatre-directeur de St. Alban dénonce durant la guerre, cette euthanasie influencée par le crime du programme nazi Aktion T4 et par la Fondation française pour l'étude des problèmes humains d'Alexis Carrel créée sous Vichy.

## Évolutions récentes en France

### Législation sur le handicap
Après la Seconde Guerre mondiale, le handicap reste une simple nosographie. Ce mode de désignation était courant jusqu’aux lois dans les années 1970 dans les pays occidentaux et dans les organisations mondiales. L’intégration des personnes handicapées se décline dans plusieurs textes - Lois de 1975 (Loi no 75-534 du 30 juin 1975 d’orientation en faveur des personnes handicapées et loi no 75-535 relative aux institutions sociales et médico-sociales) qui instituent des commissions techniques d’orientation et de reclassement professionnel (COTOREP et CDES), ainsi que l’allocation aux adultes handicapés (AAH).
- Loi 1987 (Loi no 87-517 du 10 juillet 1987[64] en faveur de l’emploi des travailleurs handicapés) renforce obligation d’emplois des travailleurs handicapés[65].

- Loi 2005 (Loi no 2005-102 du 11 février 2005 [66] pour l’égalité des droits et des chances, la participation et la citoyenneté des personnes handicapées) institution des maisons départementales de personnes handicapés, des prestations de compensation du handicap et introduction de la notion de "projet de vie". et des conseils de vie sociale [67] (anesm/has[68]prise charge du handicap)

Cette dernière législation fait du handicap une situation sociale et non plus simplement une vision médical d'une difficulté psycho neurologique ou corporelle. Elle rejoint dans ces principes la position de OMS qui est l'adoption par l’Assemblée générale des Nations unies d’une déclaration des droits des personnes handicapées,. La législation devient par ailleurs une vision plus sociale ou sociétale et moins médicale de la différence tout au long des années 1980. La société porte une attention particulière sur la non-discrimination de droits intellectuels, moraux ou juridiques dont les personnes handicapées étaient privées. L'objectif de ces textes est de lutter contre ces discriminations et d'intégrer (ou d'inclure) davantage dans la société tous ceux qui ont un handicap. L'accessibilité des personnes handicapées dans les espaces publics est l'un des exemples souvent proposés.
Au début du XXIe siècle, c’est la signature et la ratification de la Convention relative aux droits des personnes handicapées. Au 30 mai 2014, 158 pays l'ont signée, et 147 pays l'ont ratifiée, dont la France et l'Union européenne. Pour donner une idée de l’ampleur de la ratification de cette convention, voici en vert foncé les États qui l'ont ratifiée.
La législation américaine met en place une législation l'Americans with Disabilities Act qui comme la lutte contre la discrimination raciale cherche à lutter contre la discrimination liée au handicap

### Champ politique et financement
Les premières mesures de la politique de santé existe depuis 1902 . Nous sommes dans la planification 2018-2022. Le principe de la planification est la mise en place d'objectifs à moyen terme et les moyens financiers qui seront mis en œuvre  pour réaliser ses objectifs. Les plans autisme s'inscrivent dans ces plans santés pour la partie médico-sociale.
Le financement du handicap s'adresse soit directement au bénéficiaire au titre de l'allocation adulte handicapé (sous conditions de revenus) soit par le financement à l'établissement qui héberge la personne ceci depuis la loi de 1975 (modifiée en 2005).
Pour les enfants, la famille peut bénéficier de l' allocation d'éducation de l'enfant handicapé (AEEH), elle remplace l'allocation d'éducation spéciale  
Si la personne est  résidente dans un foyer, elle perçoit 10% de son AAH. Le financements  dans le médico-social est pilotées par la CNSA  Les établissements associatifs sont aidés par leurs fédérations UNAPEI, Paralysés de France, UNIOPSS, etc.
Cette démarche d'ingénierie financière et sociale va conduire aux mesures de RCB (remplacés les ONDAM médico-sociaux)  par qui ne sont pas sans conséquences les moyens de la prise en charge thérapeutique  et éducative.

### Inclusion scolaire. Insertion sociale et professionnelle
Tosquelles qui est à l'origine  (psychothérapie institutionnelle) préconise pour les enfants "psychotiques" la vie  dans de petits établissements médico-sociaux encadrés par du personnel éducatif. L'abbé Oziol et Tosquelles  , créent le « Clos du Nid », établissement recevant des enfants arriérés, à Marvejols, Lozère, en 1955. La psychothérapie institutionnelle a été pratiquée aussi bien dans le milieu de l'éducation spécialisée qu'en psychiatrie.
Fernand Deligny Il a eu un regard très critique sur la ré-éducation  et le travail social. Son objectif est de vivre avec, de ne pas demander à la personne de s'adapter  à un projet institutionnel et de vivre en institution. C'est le cas pour les personnes autistes qui ont vécu dans le lieu de vie qu'il a créé.
Les établissements pour enfants du fait que ceux-ci ont grandi sont à l'origine des Foyers de vie pour adultes, foyer d'accueil médicalisé. Maison d'accueil médicalisé  et  pour le travail protégé ESAT et EA, Entreprise adaptée
L'insertion professionnelle des personnes handicapées reste encore trop faible du fait de la crainte des employeurs et de la réticence de certain salariés 
En 1961 Mario Ruspoli tourne le film :"Regard sur la folie" qui fera connaître l’expérience de l'ouverture durant la  de l'asile de St Alban dans son environnement. Franco Basaglia s'inspira de ce film et de l'expérience St Alban pour ce qu'il nomme  psychiatrie démocratique. De son expérience à Trieste, naît en Italie non seulement l'ouverture de la psychiatrie en Italie, mais également l'inclusion scolaire, des enfants handicapés dans l'école et non plus dans des institutions spécialisées. Cette orientation a été confirmée par la loi de 2019 et la reforme des AES en AESH (Formation et emploi moins précaires)    
La loi de 2019 modifie le statut des personnes sous tutelle ce qui devrait à long terme favoriser leur inclusion sociale : Mariage ou Pacs et divorce sans l'accord du tuteur. Droit de vote pour ces personnes sous tutelle. En 2021 la question de la vie en couple des personnes atteintes de handicap avec une personne valide, implique pour ces couples une reforme du calcul de l' AAH afin d'éviter la dépendance financière de la personne handicapée vis-à-vis de son (sa) conjoint (e).

#### L'avenir, quelles pistes?
- une vraie prise en compte du capacitisme et donc une vraie éducation de toutes les sociétés, l'enjeu étant l'inclusion : la citoyenneté, l'adaptation de l'urbanisme et du logement, l'emploi, l'inclusion scolaire et éducative. Un tel programme demande une adaptation y compris des institutions et des professions sociales et éducatives.
- la prise en compte du vieillissement dans les pays développés  et de la population mondiale

le vieillissement des handicapés, pour les pays développés, est un problème qui se pose du fait de la vie en institution (transformation architecturale et adaptation du personnel de soin, financement EHPAD ou autre ?). Pour les personnes actuellement plus autonomes comme pour les personnes âgées " anciennement valides" accompagnement à domicile (care et financement APA ou 5e risque) 
Il faudra en France voir si le 5e risque se mettra en place et comment ? (ce risque dépendance serait un nouveau financement de la sécurité sociale comme ceux de 1945 : Vieillesse, accidents du travail, maladie, famille.
En conclusion l'adage de :Dj Keep Fight (Djamel Errachidi : Valide d'aujourd'hui, handicapé de demain, ne doit jamais être oublié.
- le progrès technique et la recherche médicale (mais pas que, exemple la voiture autonome), "l' homme réparé ou augmenté" . Sans oublier que le transhumanisme n'est sans poser des questions éthiques Pour Hervé Chneiweiss, président du comité d'éthique de l'Inserm, l'éthique de la philosophie de la recherche est l 'enjeu majeur [81] de demain. Le désir d'un enfant " parfait " sans handicap grâce à la PMA et la génétique pose la question du risque d'un nouvel eugénisme.